# Chytobrya bryophiloides
Chytobrya bryophiloides là một loài bướm đêm trong họ Noctuidae.